# The Blackwater Lightship
The Blackwater Lightship ist ein US-amerikanischer Fernsehfilm von John Erman nach dem gleichnamigen Buch von Colm Tóibín.

## Handlung
Die Geschichte spielt Anfang der 1990er Jahre in Irland. Die Schuldirektorin Helen erfährt zu Beginn der Sommerferien, dass ihr Bruder sich im Endstadium der AIDS-Krankheit befindet. Um Declan die letzten Tage seines Lebens so angenehm wie möglich zu gestalten, will Helen ihm den Wunsch, seine gesamte Familie um sich zu haben, erfüllen. Die drei Generationen der Familie haben sich in den letzten Jahren auseinandergelebt und kaum gesehen. Doch um Declans Willen kommen alle in das alte Haus an der Küste von Wexford und kümmern sich um ihn. Das erneute Zusammenleben gestaltet sich schwierig, doch die gemeinsame Trauer um den sterbenden Bruder, Sohn bzw. Enkel bringt die drei Frauen einander wieder näher.

## Hintergrund
Dianne Wiest erhielt für ihre Darstellung bei den Satellite Awards 2004 eine Auszeichnung als beste Darstellerin in einem Fernsehfilm.